# Michał Hempoliński
Michał Hempoliński (ur. 12 czerwca 1930 w Wilnie, zm. 6 marca 2005 w Szczecinie) – polski filozof, specjalista w zakresie epistemologii.

## Życiorys
W trakcie wojny stracił rodziców, w 1945 roku przedostał się z zajętej przez Armię Czerwoną Litwy do Polski. Wychowywał się w domu dziecka, kończąc gimnazjum we Wschowie i liceum w Toruniu. W latach 1950–1955 studiował filozofię, pracę magisterską Definicja i kryterium prawdy w pragmatyzmie, napisaną pod kierunkiem Leszka Kołakowskiego, obronił w 1955 roku na Uniwersytecie Warszawskim. W 1961 roku obronił na Uniwersytecie Jagiellońskim pracę doktorską U źródeł filozofii zdrowego rozsądku. Thomasa Reida teoria spostrzeżenia zmysłowego (promotor Roman Ingarden), która ukazała się drukiem jako książka w 1966 roku. Habilitował się w 1969 roku na podstawie pracy Problemy percepcji. Teoria danych zmysłowych w filozofii analitycznej. W latach 1952–1977 pracownik Instytutu Filozofii Uniwersytetu Jagiellońskiego, od 1970 roku pełnił urząd kierownika Zakładu Teorii Poznania. W latach 1973–1982 dyrektor Instytutu Nauk Filozoficzno-Społecznych Wyższej Szkoły Pedagogicznej w Szczecinie (obecnie Uniwersytet Szczeciński), gdzie w 1977 roku uzyskał tytuł profesora nadzwyczajnego. Od 1983 do 1990 roku pracownik Instytutu Filozofii i Socjologii PAN. Od 1990 roku profesor zwyczajny.
Stypendysta Uniwersytetu Oksfordzkiego (1968/1969) i Princeton University (1981/1982). Interesował się filozofią analityczną, poświęcając temu tematowi wydaną w 1974 roku pracę Brytyjska filozofia analityczna. Promotor przewodu doktorskiego Józefa Dębowskiego. W latach 1983–1986 redaktor naczelny Studiów Filozoficznych. Odznaczony Złotym Krzyżem Zasługi i Krzyżem Kawalerskim Orderu Odrodzenia Polski. Laureat nagrody „Trybuny Ludu” (zespołowej) dla organizatorów Młodzieżowego Turnieju Wiedzy Filozoficznej Towarzystwa Krzewienia Kultury Świeckiej (1984).
Opublikował m.in. prace U źródeł filozofii zdrowego rozsądku. Thomasa Reida teoria spostrzeżenia zmysłowego (1966), Problemy percepcji. Teoria danych zmysłowych w brytyjskiej filozofii analitycznej (1969), Brytyjska filozofia analityczna (1974) i Filozofia współczesna (1989).
Hempoliński propagował postawę racjonalistyczną w teorii poznania. Twierdził, iż podstawą racjonalizmu jest uprzednie zrozumienie przyjmowanego sądu, który jest prawdziwy tylko wtedy, gdy jest zgodny z rzeczywistością i dobrze uzasadniony. Opowiadał się za prymatem naukowego obrazu świata, filozofia miała zrezygnować z metafizycznych roszczeń do rozstrzygania o naturze rzeczy i być jedynie metodą zdroworozsądkowej analizy treści. Odrzucał sceptycyzm jako odmianę irracjonalizmu, powstrzymującą się od przyjęcia dobrze uargumentowanych twierdzeń.